# Daimler Motor Company

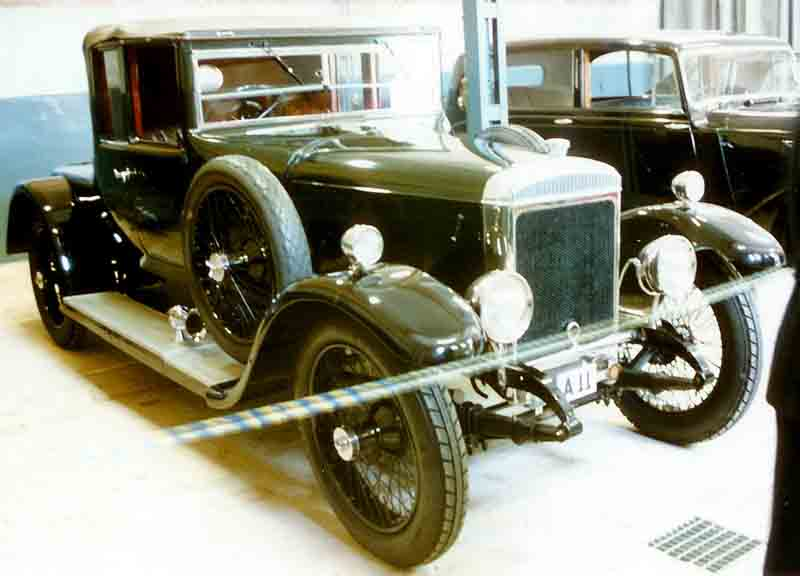
Daimler TB 6-21 Drophead Coupé 1923

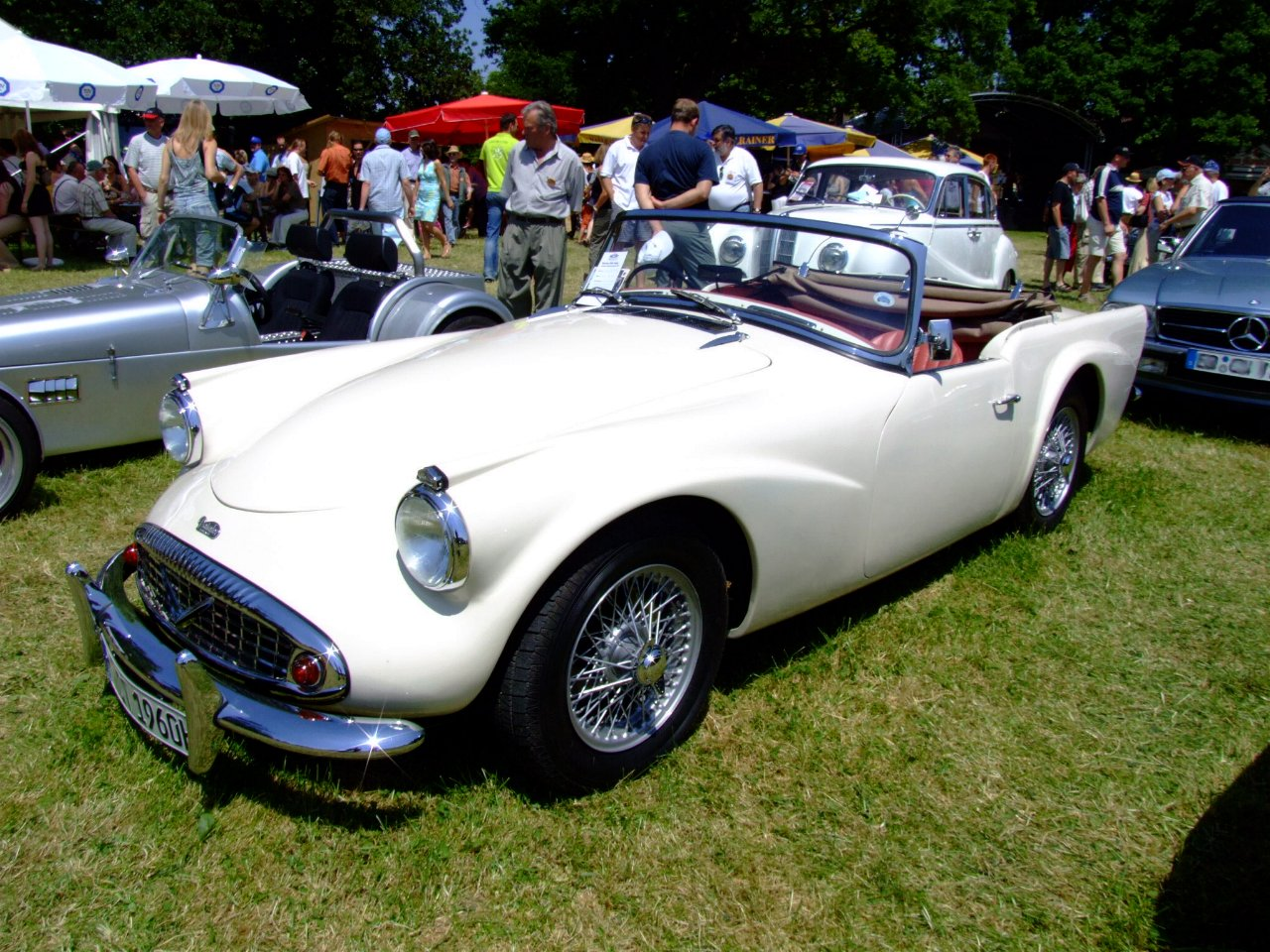
Daimler SP250 (1960)

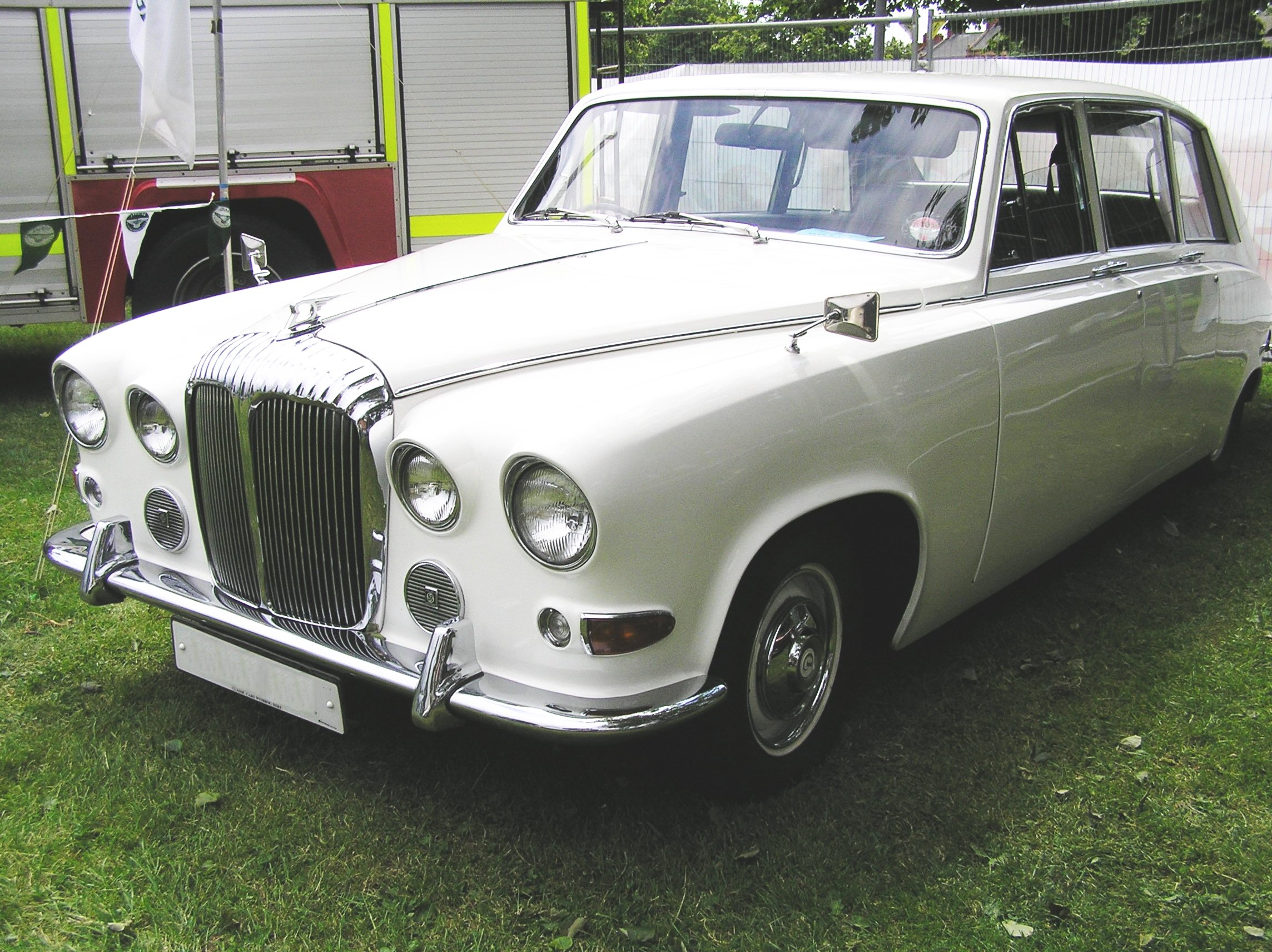
Daimler DS420

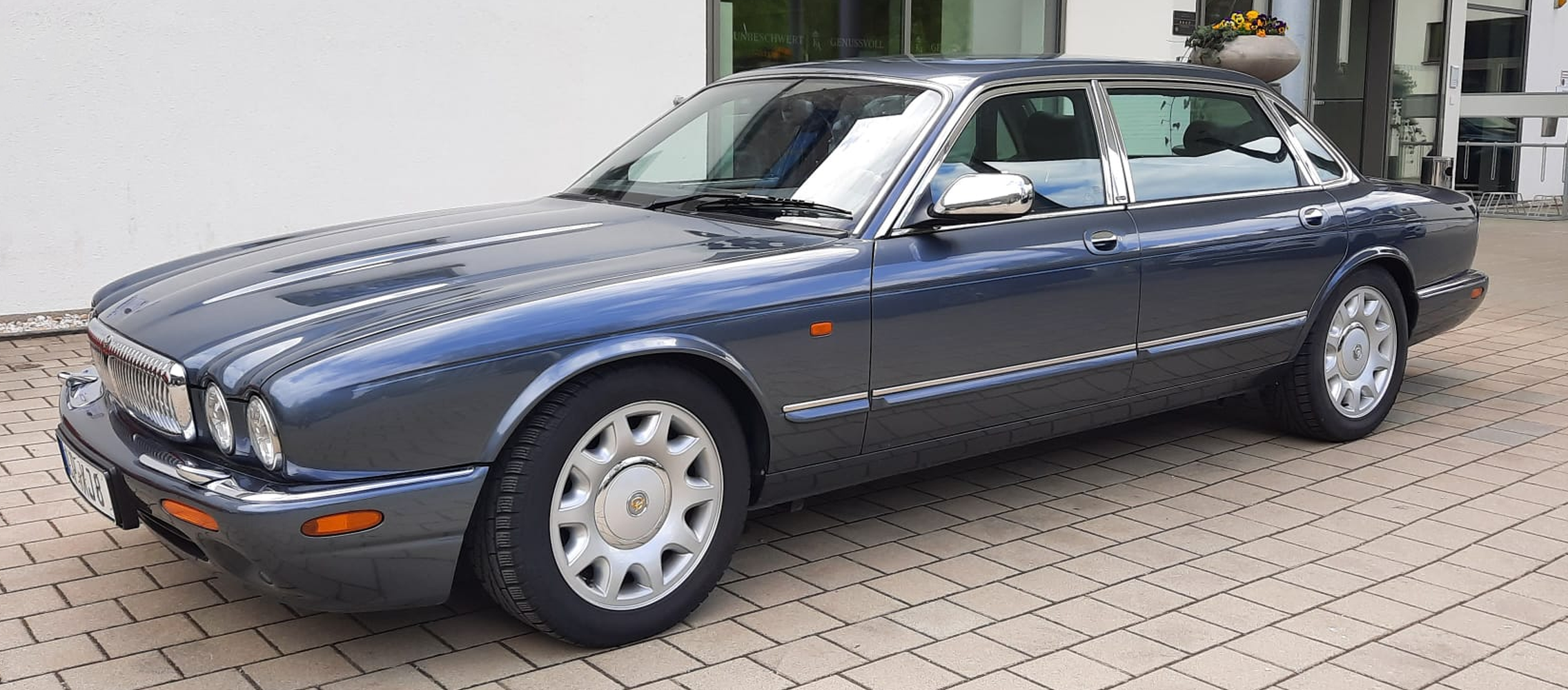
Daimler Super V8 (1997) har samma kaross som motsvarande Jaguar. Bilmärkena kan skiljas åt genom att överkanten av Daimlerns kylargrill är räflad, medan Jaguars är slät, och samma skillnad finns på bakluckans handtag.

Daimler eller Daimler Motor Company är ett brittiskt bilmärke ägt av Jaguar, som i sin tur ägs av indiska Tata Motors.

## Historik
Brittiska Daimler har sin bakgrund i det tyska Daimler, Daimler-Motoren-Gesellschaft, och dess grundare Gottlieb Daimler. Frederick R. Simms fick licensen för Storbritannien och Samväldet (utom Kanada) för tillverkning av Daimlers förbränningsmotor. År 1893 grundade Simms Daimler Motor Syndicate. År 1904 ombildades bolaget efter dåliga finanser till Daimler Motor Company. År 1910 tog Birmingham Small Arms Company kontroll över Daimler. Således har detta brittiska bilmärke idag inget samröre med den tyska biltillverkaren Daimler AG.
Företaget har huvudsakligen byggt stora påkostade bilar, bland annat för den brittiska kungafamiljen. År 1960 övertogs Daimler av Jaguar, vilket gjort att Daimlermodellerna numera är specialversioner av Jaguarmodeller.
Efter att ha funnits inom British Leyland, följde Daimler med Jaguar, när British Leyland sålde denna del av sin produktion 1989 till Ford. År 2008 såldes Jaguar och Daimler vidare till Tata Motors. De senaste åren har antalet nyutkomna Daimler-modeller varit få. Den senaste modellen, Daimler Super Eight, kom 2005, vilket var sex år efter föregångaren. 
Daimler säljs idag endast i ett begränsat antal länder, däribland Storbritannien och Tyskland.

## Modeller
Modeller i urval:
| Modell                              | Period      |
| ----------------------------------- | ----------- |
| Daimler Double Six                  | 1926 - 1937 |
| Daimler DE                          | 1946 - 1953 |
| Daimler Majestic                    | 1958 - 1968 |
| Daimler SP250                       | 1959 - 1964 |
| Daimler 2½ litre                    | 1962 - 1969 |
| Daimler Sovereign                   | 1966 - 1969 |
| Daimler DS420                       | 1968 - 1992 |
| Daimler Sovereign                   | 1969 - 1986 |
| Daimler Double Six                  | 1972 - 1992 |
| Daimler 3.6, 4.0 och Double Six     | 1986 - 1994 |
| Daimler Six, Double Six och Century | 1994 - 1997 |
| Daimler V8 och Super V8             | 1997 -      |